# Регионален исторически музей (Благоевград)
Вижте пояснителната страница за други значения на Регионален исторически музей.
Регионалният исторически музей в Благоевград е основан през 1952 година.
Началото му се отнася към 1948 – 1949, когато към градското читалище е създадена малка сбирка, предимно с археологически материали, която постепенно се разраства.
Понастоящем има добре изградена структура, като са обособени следните отдели: „Археология“, „Етнография“, „Българските земи XV – началото на XX век“, „Нова и най-нова история“, „Природа“, „Художествен“, „Фондове“, „Връзки с обществеността“, както и обслужващи звена: лаборатория за консервация и реставрация, модерна фотолаборатория и библиотека с над 16 000 тома.
Днес във фондовете на музея се съхраняват материали за историческото минало на областта. Особено интересни са надгробните плочи от римската епоха от долината на река Струма, находките от античния некропол при село Рупите (Хераклея Синтика), керамиката и монетите от античността и средновековието, находките от средновековния Мелник, Самуиловата крепост и други.
Във фондовете на музея се съхраняват безценни вещи, свидетелстващи за живота и борбата на българския революционер, идеолог и войвода на ВМРО Гоце Делчев, сред които са „Окръжно на ТМОРО“ от 1902 г., написано от Гоце Делчев и Гьорче Петров, оригинална снимка на Делчев с посвещение за Никола Малешевски, пощенски картички, печатни издания, отразяващи живота и революционното дело на героя, както и клетвените символи, пред които радетелите за свобода са влизали в редовете на ВМОРО, личен печат, 24 оригинални писма, написани лично от Гоце Делчев и адресирани до революционера Малешевски. Там се съхраняват и голям брой вещи и оръжия, принадлежали на революционери като Яне Сандански, Тодор Александров, Христо Чернопеев, Ильо Малешевски, Кръстьо Асенов и други. В музея се пази архива на войводата Дончо Златков, който съдържа 1109 документи.
Особено ценни са материалите, свързани с войните за национално обединение на България от периода 1912 г.-1913 г. до 1915 г.-1918 г. Съхраняват се военни карти, оръжие и снаряжение, лични писма, снимки, документи, дневници и други. Сред ценните предмети е и оригинално писмо написано от Иван Вазов и адресирано до генерал Константин Жостов през 1915 г.
От 21 декември 2011 година музеят е включен в националното туристическо движение на Българския туристически съюз – 100 национални туристически обекта под номер 27.
През октомври 2013 година община Благоевград гласува да закупи исторически архив, съдържащ документи и вещи, свързани с историята на Македоно-Одринското освободително движение. Колекцията включва 103 документа, 74 снимки, 65 писма, топографски и военни карти, частни архиви, вестници, книги, кореспонденции, бележници и дневници на Борис Сарафов, Кръстьо Мисирков, Яне Сандански, Гоце Делчев, Христо Татарчев, Пере Тошев, Даме Груев, Антон Кецкаров, Арсени Йовков, Атанас Лозанчев, Петър Ацев, Васил Чекаларов и други. Историческият архив се съхранява в музея, а в края на юли най-ценните документи, снимки и предмети ще бъдат показани в изложба по повод честванията на Илинденско-Преображенското въстание.
През 2003 година музеят е награден с медал „100 години Илинденско-Преображенско въстание“.